# China Open (tennis)
China Open är en årligen återkommande tennisturnering i Peking för professionella spelare. Den är sedan 2005 inkluderad i både ATP-touren och WTA-touren. Turneringen spelas utomhus i september månad på hard court-banor.  
Före 1997 kallades turneringen Beijing Salem Open, från sponsorskapet av cigarettillverkaren Salem.

## Resultat

### Damsingel
| År   | Mästare             | Finalist             | Resultat           |
| ---- | ------------------- | -------------------- | ------------------ |
| 2004 | Serena Williams     | Svetlana Kuznetsova  | 4–6, 7–5, 6–4      |
| 2005 | Maria Kirilenko     | Anna-Lena Grönefeld  | 6–3, 6–4           |
| 2006 | Svetlana Kuznetsova | Amelie Mauresmo      | 6–4, 6–0           |
| 2007 | Agnes Szavay        | Jelena Janković      | 6–7(7–9), 7–5, 6–2 |
| 2008 | Jelena Janković     | Svetlana Kuznetsova  | 6–3, 6–2           |
| 2009 | Svetlana Kuznetsova | Agnieszka Radwańska  | 6–2, 6–4           |
| 2010 | Caroline Wozniacki  | Vera Zvonareva       | 6–3, 3–6, 6–3      |
| 2011 | Agnieszka Radwańska | Andrea Petkovic      | 7–5, 0–6, 6–4      |
| 2012 | Victoria Azarenka   | Maria Sharapova      | 6–3, 6–1           |
| 2013 | Serena Williams     | Jelena Janković      | 6–2, 6–2           |
| 2014 | Maria Sharapova     | Petra Kvitová        | 6–4, 2–6, 6–3      |
| 2015 | Garbiñe Muguruza    | Timea Bacsinszky     | 7–5, 6–4           |
| 2016 | Agnieszka Radwańska | Johanna Konta        | 6–4, 6–2           |
| 2017 | Caroline Garcia     | Simona Halep         | 6–4, 7–6(7–3)      |
| 2018 | Caroline Wozniacki  | Anastasija Sevastova | 6–3, 6–3           |
| 2019 | Naomi Osaka         | Ashleigh Barty       | 3–6, 6–3, 6–2      |

### Damdubbel
| År   | Mästare                                    | Finalister                            | Resultat               |
| ---- | ------------------------------------------ | ------------------------------------- | ---------------------- |
| 2019 | Sofia Kenin Bethanie Mattek-Sands          | Jeļena Ostapenko Dayana Yastremska    | 6–3, 6–7(5–7), [10–7]  |
| 2018 | Andrea Sestini Hlaváčková Barbora Strýcová | Gabriela Dabrowski Xu Yifan           | 4–6, 6–4, [10–8]       |
| 2017 | Chan Yung-jan Martina Hingis               | Tímea Babos Andrea Hlaváčková         | 6–1, 6–4               |
| 2016 | Bethanie Mattek-Sands Lucie Šafářová       | Caroline Garcia Kristina Mladenovic   | 6–4, 6–4               |
| 2015 | Martina Hingis Sania Mirza                 | Chan Hao-ching Chan Yung-jan          | 6–7(9–11), 6–1, [10–8] |
| 2014 | Andrea Hlaváčková Peng Shuai               | Cara Black Sania Mirza                | 6–4, 6–4               |
| 2013 | Cara Black Sania Mirza                     | Vera Dushevina Arantxa Parra Santonja | 6–2, 6–2               |
| 2012 | Ekaterina Makarova Elena Vesnina           | Nuria Llagostera Vives Sania Mirza    | 7–5, 7–5               |
| 2011 | Květa Peschke Katarina Srebotnik           | Gisela Dulko Flavia Pennetta          | 6–3, 6–4               |
| 2010 | Olga Govortsova Chuang Chia-jung           | Gisela Dulko Flavia Pennetta          | 7–6(7–2), 1–6, [10–7]  |
| 2009 | Hsieh Su-wei Peng Shuai                    | Alla Kudryavtseva Ekaterina Makarova  | 6–3, 6–1               |
| 2008 | Anabel Medina Garrigues Caroline Wozniacki | Han Xinyun Xu Yifan                   | 6–1, 6–3               |
| 2007 | Chuang Chia-jung Hsieh Su-wei              | Han Xinyun Xu Yifan                   | 7–6(7–1), 6–3          |
| 2006 | Virginia Ruano Pascual Paola Suárez        | Anna Chakvetadze Elena Vesnina        | 6–2, 6–4               |
| 2005 | Nuria Llagostera Vives María Vento-Kabchi  | Yan Zi Zheng Jie                      | 6–2, 6–4               |
| 2004 | Emmanuelle Gagliardi Dinara Safina         | Gisela Dulko María Vento-Kabchi       | 6–4, 6–4               |

### Herrsingel
| År   | Mästare              | Finalist              | Resultat           |
| ---- | -------------------- | --------------------- | ------------------ |
| 2019 | Dominic Thiem        | Stefanos Tsitsipas    | 3–6, 6–4, 6–1      |
| 2018 | Nikoloz Basilashvili | Juan Martín del Potro | 6–4, 6–4           |
| 2017 | Rafael Nadal         | Nick Kyrgios          | 6–2, 6–1           |
| 2016 | Andy Murray          | Grigor Dimitrov       | 6–4, 7–6(7–2)      |
| 2015 | Novak Djokovic       | Rafael Nadal          | 6–2, 6–2           |
| 2014 | Novak Djokovic       | Tomáš Berdych         | 6–0, 6–2           |
| 2013 | Novak Djokovic       | Rafael Nadal          | 6–3, 6–4           |
| 2012 | Novak Djokovic       | Jo-Wilfried Tsonga    | 7–6(7–4), 6–2      |
| 2011 | Tomáš Berdych        | Marin Čilić           | 3–6, 6–4, 6–1      |
| 2010 | Novak Djokovic       | David Ferrer          | 6–2, 6–4           |
| 2009 | Novak Djokovic       | Marin Čilić           | 6–2, 7–6(7–4)      |
| 2008 | Andy Roddick         | Dudi Sela             | 6–4, 6–7(6–8), 6–3 |
| 2007 | Fernando González    | Tommy Robredo         | 6–1, 3–6, 6–1      |
| 2006 | Marcos Baghdatis     | Mario Ančić           | 6–4, 6–0           |
| 2005 | Rafael Nadal         | Guillermo Coria       | 5–7, 6–1, 6–2      |
| 2004 | Marat Safin          | Mikhail Youzhny       | 7–6(7–4), 7–5      |

### Herrdubbel
| År   | Mästare                          | Finalister                           | Resultat              |
| ---- | -------------------------------- | ------------------------------------ | --------------------- |
| 2019 | Ivan Dodig Filip Polášek         | Łukasz Kubot Marcelo Melo            | 6–3, 7–6(7−4)         |
| 2018 | Łukasz Kubot Marcelo Melo        | Oliver Marach Mate Pavić             | 6–1, 6–4              |
| 2017 | Henri Kontinen John Peers        | John Isner Jack Sock                 | 6–3, 3–6, [10–7]      |
| 2016 | Pablo Carreño Busta Rafael Nadal | Jack Sock Bernard Tomic              | 6–7(6–8), 6–2, [10–8] |
| 2015 | Vasek Pospisil Jack Sock         | Daniel Nestor Édouard Roger-Vasselin | 3–6, 6–3, [10–6]      |
| 2014 | Jean-Julien Rojer Horia Tecău    | Julien Benneteau Vasek Pospisil      | 6–7(6–8), 7–5, [10–5] |
| 2013 | Max Mirnyi Horia Tecău           | Fabio Fognini Andreas Seppi          | 6–4, 6–2              |
| 2012 | Bob Bryan Mike Bryan             | Carlos Berlocq Denis Istomin         | 6–3, 6–2              |
| 2011 | Michaël Llodra Nenad Zimonjić    | Robert Lindstedt Horia Tecău         | 7–6(7–2), 7–6(7–4)    |
| 2010 | Bob Bryan Mike Bryan             | Mariusz Fyrstenberg Marcin Matkowski | 6–1, 7–6(7–5)         |
| 2009 | Bob Bryan Mike Bryan             | Mark Knowles Andy Roddick            | 6–4, 6–2              |
| 2008 | Stephen Huss Ross Hutchins       | Ashley Fisher Bobby Reynolds         | 7–5, 6–4              |
| 2007 | Rik de Voest Ashley Fisher       | Chris Haggard Lu Yen-hsun            | 6–7, 6–0, [10–6]      |
| 2006 | Mahesh Bhupathi Mario Ančić      | Michael Berrer Kenneth Carlsen       | 6–4, 6–3              |
| 2005 | Justin Gimelstob Nathan Healey   | Dmitry Tursunov Mikhail Youzhny      | 4–6, 6–3, 6–2         |
| 2004 | Justin Gimelstob Graydon Oliver  | Alex Bogomolov Jr. Taylor Dent       | 4–6, 6–4, 7–6         |